# Колегов, Владимир Степанович
Владимир Степанович Колегов (24.06.1918 — февраль 1988) — участник советского атомного проекта, начальник Центральной заводской лаборатории комбината «Электрохимприбор» (1956—1964), лауреат Ленинской премии (1961).
Родился в г. Сыктывкар.
Окончил ЛЭТИ (1940).
С октября 1940 по 25.09.1945 служил в Армии, курсант 2-й школы пилотов (г. Москва), курсант истребительного авиаполка (г. Краснодар), курсант Черниговского военно-авиационного училища, старший техник-лейтенант.
В 1945—1947 гг. — в Ленинградском электротехническом институте: лаборант, преподаватель.
С 1949 г. — на заводе «Электрохимприбор» Свердловск-45, г. Лесной): инженер цеха № 1 (электромагнитное производство изотопов) (1949—1950), начальник КИП цеха № 1 и начальник службы КИП и специальных приборов цеха № 1 (1951—1953), зам. начальника ЦЗЛ (1953—1956), начальник ЦЗЛ (1956—1964). Под его руководством и при его участии разрабатывались планы организационно-технических мероприятий по охране труда.
Работал на комбинате до 1986 года.
В 1950-х гг. преподавал начертательную геометрию в открытых в г. Лесной вечерних филиалах УПИ и МИФИ.
Умер в феврале 1988 года в г. Гатчина Ленинградской области.
Ленинская премия 1961 года (в составе коллектива) — за разработку и внедрение специальной техники.